# Lobocneme lobipes
Lobocneme lobipes är en bönsyrseart som beskrevs av Brunner von Wattenwyl och Josef Redtenbacher 1892. Lobocneme lobipes ingår i släktet Lobocneme och familjen Mantidae. Inga underarter finns listade i Catalogue of Life.